# Wit-Rusland op het Junior Eurovisiesongfestival 2013
Wit-Rusland nam deel aan het Junior Eurovisiesongfestival 2013 in Kiev, Oekraïne. Het was de elfde deelname van het land op het Junior Eurovisiesongfestival. De selectie verliep via een nationale finale. BTRC was verantwoordelijk voor de Wit-Russische bijdrage voor de editie van 2013.

## Selectieprocedure
De finale vond plaats op 4 oktober 2013 in Minsk. Het werd gepresenteerd door Teo en Aljona Lanskaja. Uiteindelijk kwam Ilja Volkov als winnaar uit de bus met zijn liedje Poj so mnoj. Dit was echter niet de eerste keer dat Volkov naar het Junior Eurovisiesongfestival ging, in 2012 was hij achtergronddanser van Egor Zjesjko. 
| Gegevens | Gegevens               | Gegevens               | Publiek | Publiek | Jury   | Uitslag | Uitslag |
| Nummer   | Deelnemer              | Liedje                 | Stemmen | Punten  | Punten | Totaal  | Plaats  |
| -------- | ---------------------- | ---------------------- | ------- | ------- | ------ | ------- | ------- |
| 1        | Roeslan Aslanov        | Zvjozdy zovoet         | 2,603   | 6       | 5      | 11      | 7       |
| 2        | Angelina Pipper        | My tantsoejem dzjaz    | 5,558   | 12      | 1      | 13      | 4       |
| 3        | Ksenia Teresjonok      | Pod paroesom metsjty   | 2,576   | 5       | 4      | 9       | 8       |
| 4        | Danaja Sjarsjavitskaja | Prostoj motiv          | 627     | 1       | 2      | 3       | 10      |
| 5        | Igor Moeravkin         | Sontsa svetsits oesim! | 1,383   | 3       | 12     | 15      | 3       |
| 6        | Joelia Mozjilovskaja   | Metsjty                | 2,827   | 8       | 3      | 11      | 5       |
| 7        | Vladlen Ivanov         | Belje oblaka           | 2,390   | 4       | 7      | 11      | 6       |
| 8        | Ilja Volkov            | Poj so mnoj            | 3,294   | 10      | 8      | 18      | 1       |
| 9        | Nadezjda Misjakova     | Delovaja               | 1,074   | 2       | 6      | 8       | 9       |
| 10       | Anna Zaitseva          | My pomnim              | 2,776   | 7       | 10     | 17      | 2       |

## In Kiev
Wit-Rusland trad in Kiev als zevende van de twaalf landen aan. Uiteindelijk eindigde Ilja Volkov als derde met 108 punten.
2003 · 2004 · 2005 · 2006 · 2007 · 2008 · 2009 · 2010 · 2011 · 2012 · 2013 · 2014 · 2015 · 2016 · 2017 · 2018 · 2019 · 2020 · 2021-2024
Armenië · Azerbeidzjan · Georgië · Macedonië · Malta · Moldavië · Nederland · Oekraïne · Rusland · San Marino · Wit-Rusland · Zweden